# Візела
Візе́ла (порт. Vizela; МФА: [vi.ˈze.ɫɐ]) — муніципалітет і місто в Португалії, в окрузі Брага. Розташований у північній частині країни, на теренах історичної португальської провінції Дору-Міню. Належить до Бразької архідіоцезії Католицької церкви в Португалії. Права міського самоврядування має з 1998 року. Поділяється на 5 парафій. За адміністративним поділом, чинним до 1976 року, був складовою провінції Міню. Площа муніципалітету — 24,70 км², населення муніципалітету — 23736 ос. (2011); густота населення — 960,97 осіб/км²
. Патрон — святий Бенедикт. Святковий день муніципалітету — 19 березня. Поштовий індекс — 4815-013.  Код місцевої адміністративної одиниці — 0314. Складова статистичного регіону Північ.

## Назва
- Візела (порт. Vizela, стара орфографія: порт. Vizella) — сучасна португальська назва.

## Географія
Візела розташована на північному заході Португалії, на півдні округу Брага.
Місто розташоване за 22 км на південний схід від міста Брага.
Візела межує на заході та півночі з муніципалітетом Гімарайнш, на сході — з муніципалітетом Фелгейраш, на півдні — з муніципалітетом Лозада.

## Історія
1361 року португальський король Педру I надав Візелі форал, яким визнав за поселенням статус містечка та муніципальні самоврядні права.
Статус міста з 1998 року.

## Населення
| 2001   | 2011   |
| 22 595 | 23 736 |

## Парафії
- Інфіаш
- Санта-Еулалія
- Сан-Жуан-даш-Калдаш-де-Візела
- Сан-Мігел-даш-Калдаш-де-Візела
- Сан-Пайю-де-Візела
- Санту-Адріан-де-Візела
- Тажілде